# Майенрид
Майенрид (нем. Meienried) — коммуна в Швейцарии, в кантоне Берн. 
Входит в состав округа Бюрен. Население составляет 52 человека (на 31 декабря 2006 года). Официальный код — 0389.